# Dumitru Murărașu
Dumitru Murărașu (n. 26 noiembrie 1896, Botoșani – d. 19 octombrie 1984, București) a fost un istoric literar, editor și traducător român.

## Biografie
Dimitrie, acesta fiind adevăratul lui nume de botez, este fiul lui Haralambie Murărașu, preot din Botoșani. Studiile superioare le-a făcut la București și la Paris. A fost membru al Școlii Române din Franța (Fontenay-aux-Roses). Doctor în litere (București). A fost profesor la Seminarul Pedagogic "Titu Maiorescu" și la Academia Comercială din București. Cariera universitară a fost întreruptă la instaurarea regimului comunist.

Este cunoscut îndeosebi ca exeget al operei lui Mihai Eminescu: Comentarii eminesciene (1967), Mihai Eminescu. Viața și opera (1983).
Publică mai multe ediții critice, volumele de Poezii (1970-1972) ale lui Eminescu fiind considerate ca o ediție de referință a operei poetului.
Este autorul unei Istorii a literaturii române (1941), precum și al unor traduceri din limba latină: Lucrețiu, Poemul naturii (1933) , Vergiliu, Eneida (1956).

## Opera

### Studii, sinteze
- La Poésie néo-latine et la renaissance des lettres antiques en France (1500-1549), Librairie Universitaire J. Gamber, Paris, 1928
- Eminescu și clasicismul greco-latin ; M. Eminescu: cultura și știința, Editura Tipografia "Bucovina" I. E. Torouțiu, 1932
- Naționalismul lui Eminescu, Editura Tipografia "Bucovina" I. E. Torouțiu, 1932
- Istoria literaturii române, Editura Cartea Românească, București, ediția I (1935), ediția a II-a (1941), ediția a III-a (1942), ediția a IV-a (1946)
- Comentarii eminesciene, Editura pentru Literatură, București, 1967
- Mihai Eminescu. Viața și opera, Editura Eminescu, București, 1983

### Ediții comentate
- Mihai Eminescu, Scrieri politice, Editura Scrisul Românesc, Craiova, 1931
- Ion Luca Caragiale, Teatru, ediție și studiu introductiv, Editura Scrisul Românesc, Craiova, 1932
- Mihai Eminescu, Literatura populară, Editura Scrisul Românesc, Craiova, 1936
- Mihai Eminescu, Literatura populară, ediție critică, Editura Minerva, București, 1977
- Mihai Eminescu, Poezii, ediție critică, 3 vol., Editura Minerva, București, 1970-1972
- Mihai Eminescu, Poezii, ediție critică de D.Murărașu, postfață de Eugen Simion, 3 vol., Editura Grai și Suflet - Cultura Națională, București, 1995
- V.Alecsandri, Poezii populare ale românilor, ediție îngrijită și prefață de D. Murărașu, Editura Minerva, București, 1973.

### Traduceri
- Lucrețiu, Poemul naturii, traducere în metru original și studiu introductiv de D. Murărașu, București, 1933 (Premiul "Eliade Rădulescu" acordat de Academia Română).
- Lucrețiu, Poemul naturii, traducere, prefață și note de D. Murărașu, Editura Minerva, București, 1981
- Vergiliu, Eneida, traducere de D. Murărașu, studiu introductiv și note de H. Mihăescu, Editura de Stat pentru Literatură și Artă, București, 1956
- Cartea celor o mie și una de nopți, traducere de Petre Hossu ; traducerea versurilor de D. Murărașu. Prefață de Ovidiu Papadima, 14 vol., Editura pentru Literatură / Editura Minerva, 1966

1. ↑  Autoritatea BnF, accesat în 10 octombrie 2015